# Kreisel

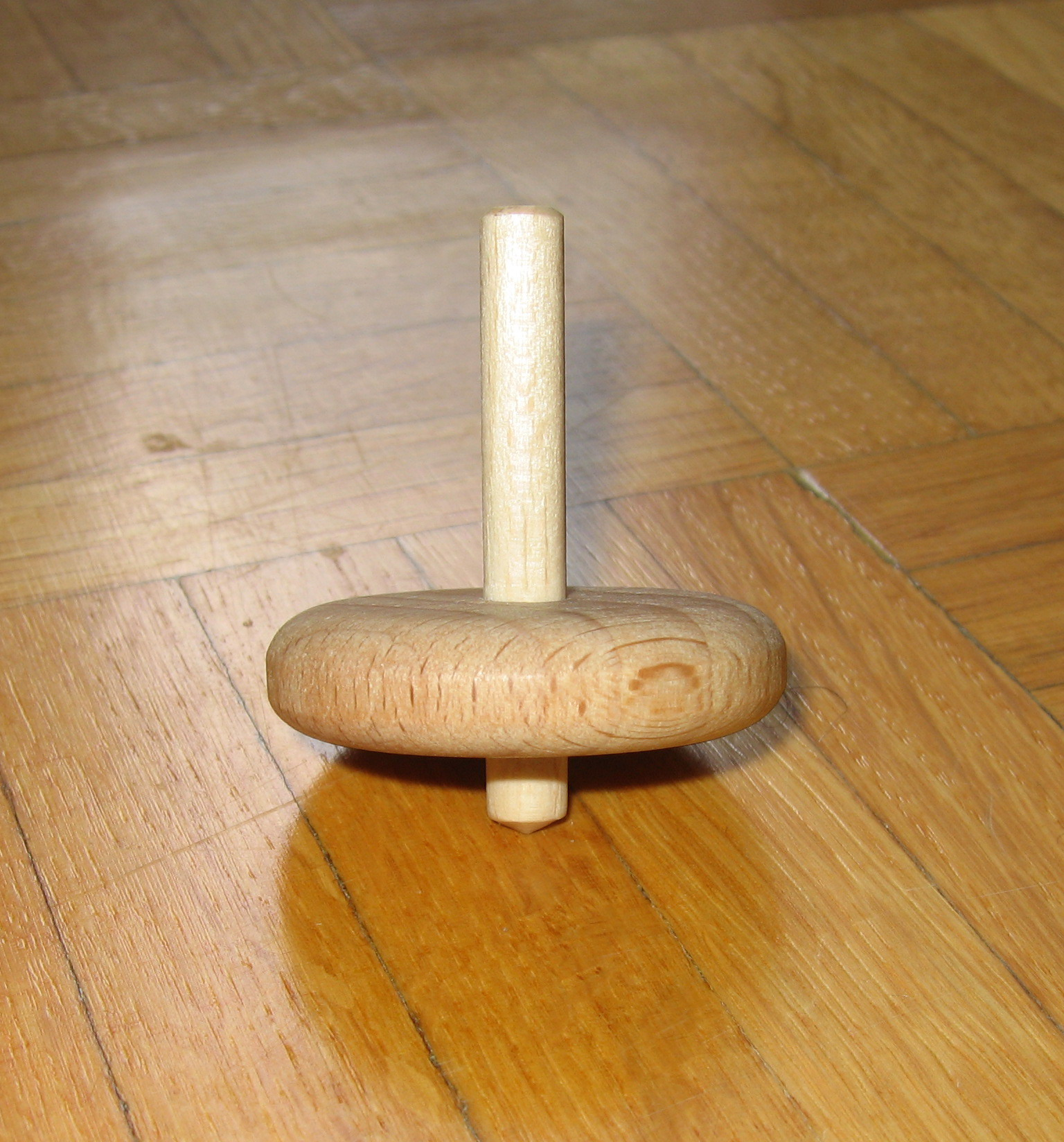
Kreisel

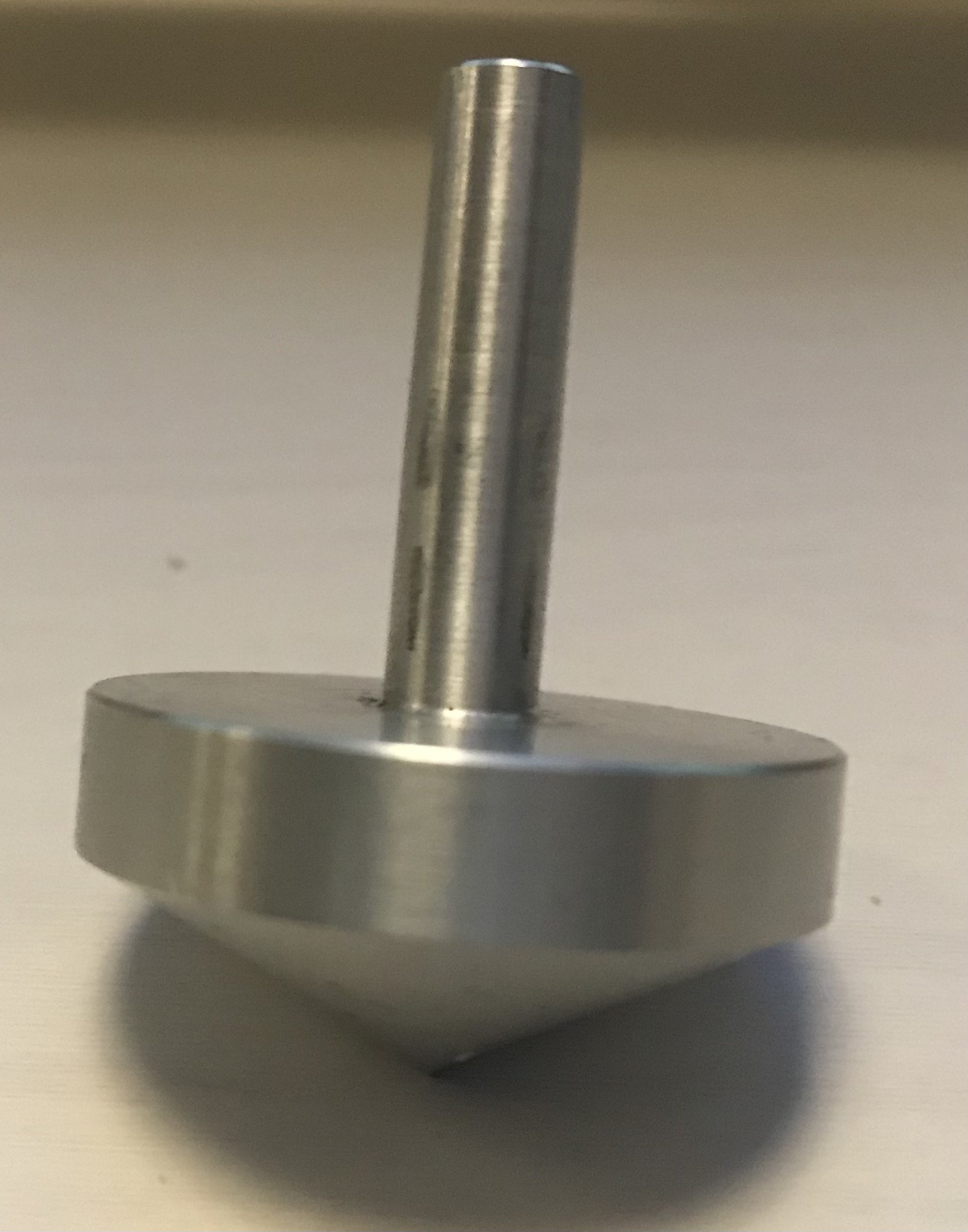
Kreisel (an einer Drehmaschine gedreht)

Ein Kreisel ist ein (starrer) Körper, der um eine Achse rotiert. Er kann sich ansonsten frei bewegen (freier Kreisel), kann aber auch mit einer Achse in eine bestimmte Richtung gezwungen sein (gefesselter Kreisel). Kreisel müssen in der Physik nicht notwendigerweise rotationssymmetrisch sein.

## Abgrenzung
Als Kreisel oder Gyro (griechisch) werden auch Messinstrumente bezeichnet, die ähnliche Aufgaben wie ein Kreiselinstrument wahrnehmen, auch wenn sie keinen rotierenden Kreisel enthalten. Beispiele sind Laserkreisel, Faserkreisel oder Vibrationskreisel.

## Verwendung

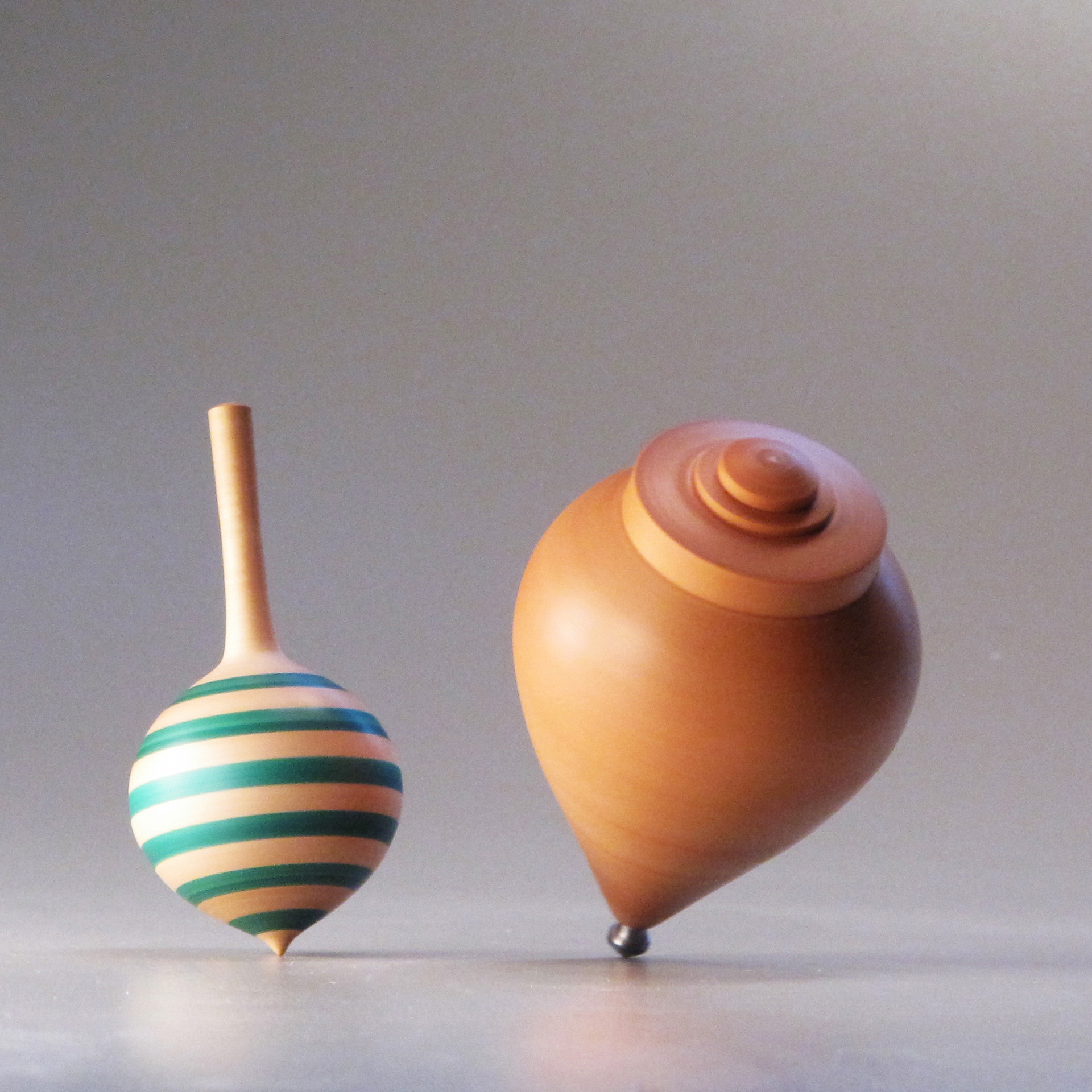
Spielzeugkreisel

- Kinderspielzeug
Kreisel dienen auch als Kinderspielzeug, das auf einer Unterlage um eine senkrecht gehaltene Achse gedreht wird und dann eine Weile in etwa die Achsrichtung beibehält, wobei der Kreisel auf der Unterlage umherwandert (Beispiele für Spielzeugkreisel).
Der Kreisel ist eines der ältesten Spielzeuge, welches an archäologischen Fundstellen anzutreffen ist. Außer als Spielzeug wurden Kreisel historisch auch für Glücksspiele und für die Wahrsagung verwendet.
- Technik
(Beispiele für technische Anwendungen)
  - Achsstabilität
In der Technik werden Kreisel beispielsweise zur Stabilisierung und Navigation genutzt, da die Richtung des Drehimpulses gleich bleibt, wenn kein Drehmoment auf sie wirkt. Der Grund dafür ist die Drehimpulserhaltung. Stimmt die Drehachse mit der Richtung des Drehimpulses überein, ändert sich auch sie nicht.
  - als Energiespeicher.

## Physik

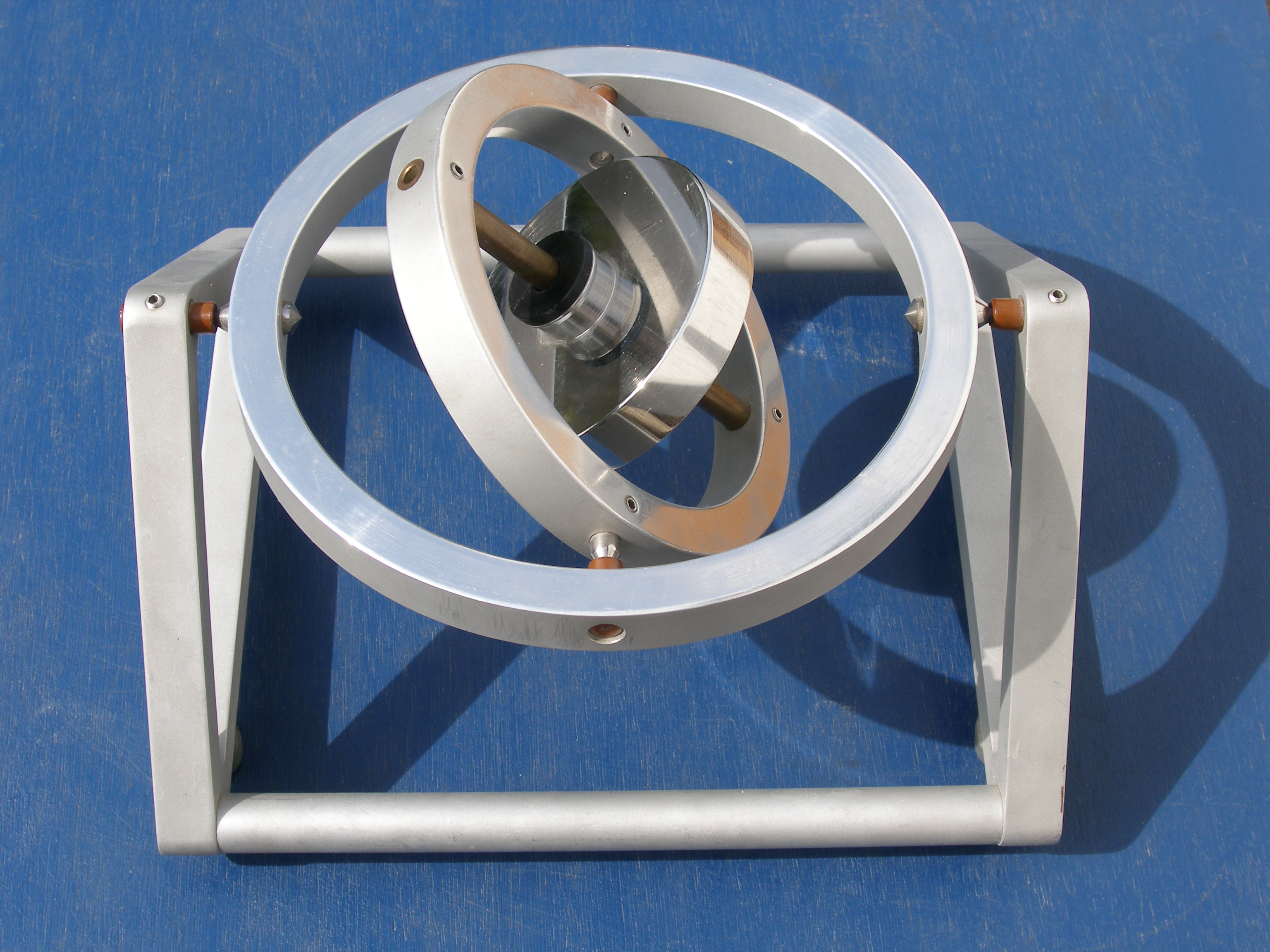
Kreisel in kardanischer Aufhängung

### Allgemein
Ein um seine Figurenachse rotierender Kreisel behält bei kardanischer Aufhängung seine Orientierung im Raum bei, auch wenn das Tragegestell verdreht wird. Das schwache Drehmoment, das durch die Lagerreibung der Aufhängung wirkt, erzeugt eine vernachlässigbar kleine Änderung des Drehimpulses, die nicht zu einer beobachtbaren Veränderung der Rotationsachse führt. Verglichen mit dem ruhenden Kreisel sind große äußere Momente erforderlich, um die Ausrichtung zu ändern.

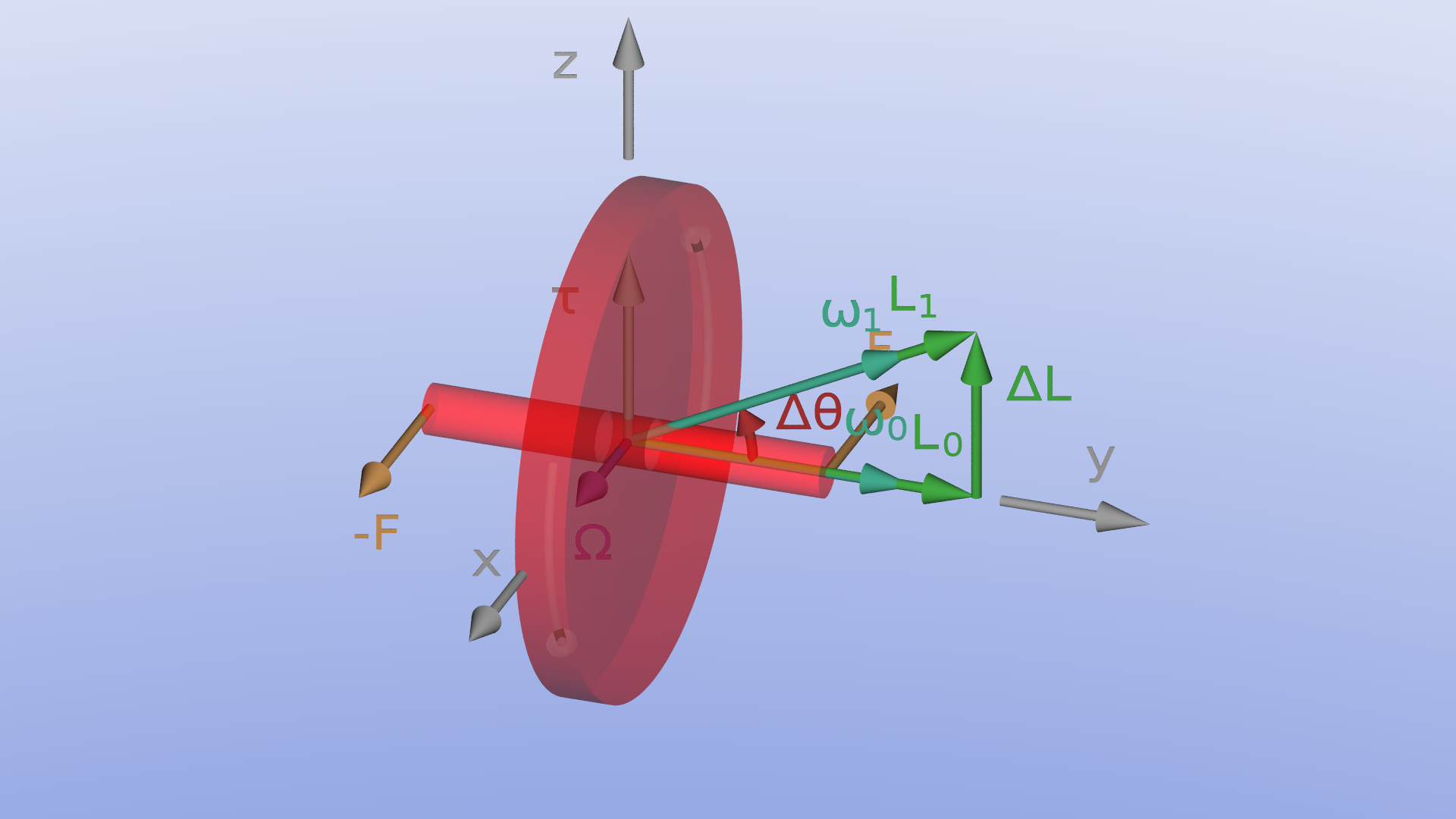
Kippen eines rotierenden Kreisels (τ = Drehmoment_{, }θ = φ)

Weiterhin lässt sich beobachten: Wenn beim rotierenden Kreisel versucht wird, seine Rotationsachse zu kippen, dann lässt sich eine Kraftwirkung senkrecht zur Kipprichtung der Rotationsachse registrieren. Je schneller der Kreisel rotiert, desto größer sind die auftretenden Kräfte (die auch Kreiselkräfte genannt werden). Erklären lässt sich das mit dem hohen Drehimpuls des Kreisels, der in seiner Richtung geändert werden muss. Dessen Änderung erfolgt in der Richtung, in der die Rotationsachse gekippt wird, und erfordert ein Drehmoment, das in der Kippebene liegt. Das aufzubringende Drehmoment bedingt die Kraftwirkung senkrecht zur Kipprichtung.
Umgekehrt bewirkt ein Drehmoment senkrecht auf einen rotierenden Kreisel nicht, dass er seine Ausrichtung um die Achse des Drehmoments ändert, sondern in die Richtung der Drehmomentachse kippt.

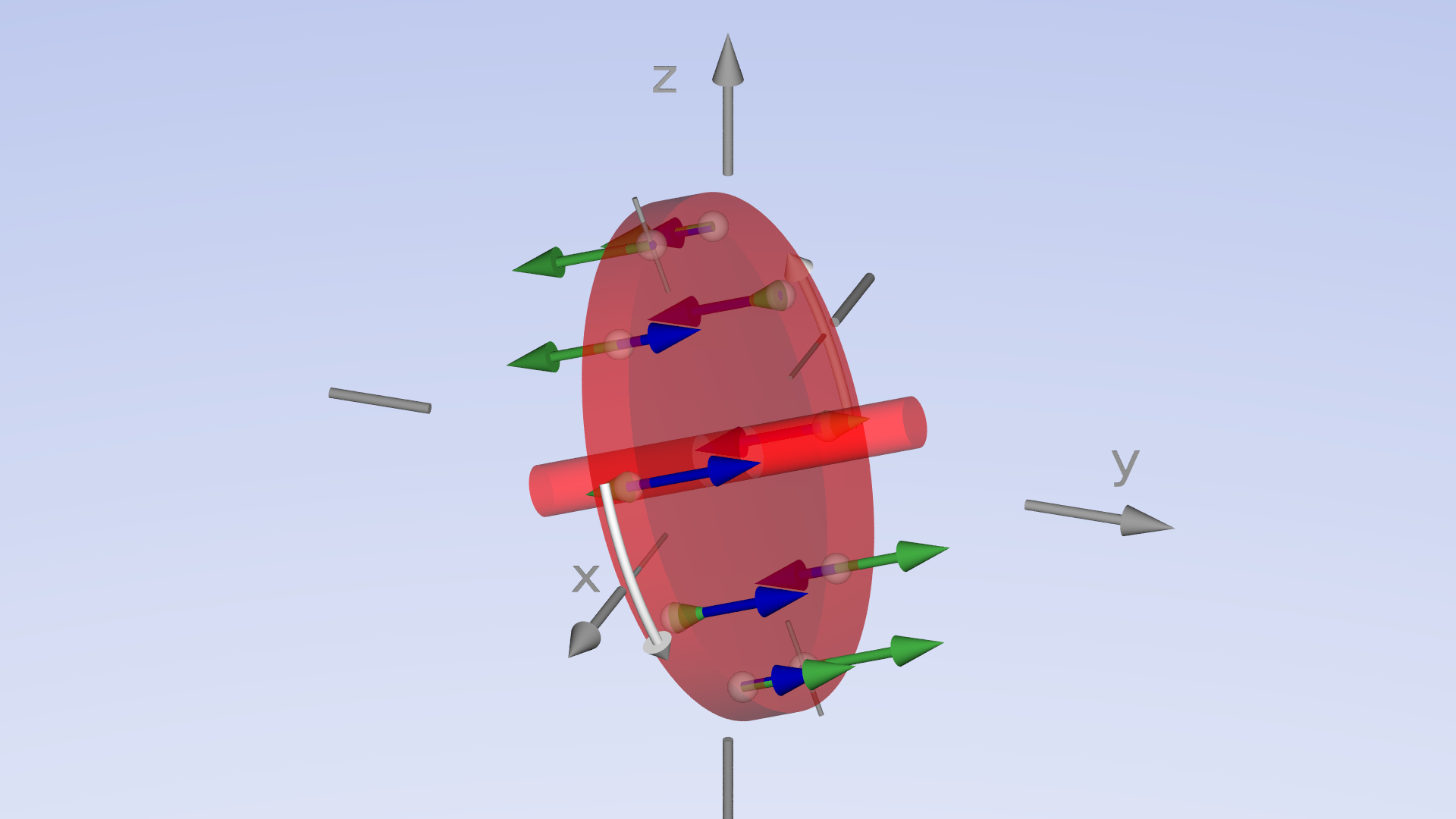
Kreiselverhalten anhand eines eingeschlossenen Körpers. (grün = v_{⊥} und blau F_{⊥})

Die Erklärung des Kreiselverhaltens mag zwar rechnerisch logisch sein, aber schon der Drehimpuls selbst ist eine wenig anschauliche Größe. Daher sei nun zur Plausibilisierung der Abläufe ein Körper angenommen, der im Kreisel eingeschlossen ist. Solange der Kreisel stabil um seine Figurenachse rotiert, muss er auf den eingeschlossenen Körper nur eine Zentripetalkraft ausüben. Spannend wird es, wenn nun die Rotationsachse des Kreisels gekippt wird und die Bewegung des Körpers dabei analysiert wird. Dann bewegt sich der eingeschlossene Körper auch in Kipprichtung, wechselt aber ständig die Seite und damit seine Bewegungsrichtung, also seine Geschwindigkeit. In Richtung der Senkrechten zur Kippebene führt der eingeschlossene Körper eine sinusförmige Schwingung aus. Das bedeutet, im Scheitel gibt es einen Ruhepunkt und im „Nulldurchgang“, beim Wechsel der Kippseite, findet die größte Änderung der „Kippgeschwindigkeit“ und damit die größte Kraftwirkung statt. Der Kreisel will also beim Kippen zur Seite ausbrechen.

### Kreiselmoment

Grafische Herleitung des Kreiselmoments: dL = L_{⊥} dφ = sin α L dφ

Wenn die Winkelgeschwindigkeit des Kreisel ω deutlich größer als die Kippwinkelgeschwindigkeit Ω ist, dann gilt die im Weiteren folgende Näherungsrechnung. Die Drehimpulsänderung {\textstyle \mathrm {d} {\vec {L}}} ergibt sich aus der Winkeländerung dφ und der Ausrichtung der Kippachse {\displaystyle {\vec {e}}_{\Omega }} nach der folgenden Formel. Das Kreuzprodukt bedeutet, hier interessiert nur die Komponente des Drehimpulses, die senkrecht zur Kippachse {\displaystyle {\vec {e}}_{\Omega }} steht. Der Anteil parallel zur Kippachse sei vernachlässigt.
{\displaystyle {\vec {L}}=I\,{\vec {\omega }}}
{\displaystyle \mathrm {d} {\vec {L}}=\mathrm {d} \varphi \,{\vec {e}}_{\Omega }\times {\vec {L}}}
Die Winkeländerung dφ über die Zeit dt stellt des Weiteren die Kippwinkelgeschwindigkeit Ω dar. Im nächsten Schritt sei die Drehimpulsänderung eingesetzt in den Eulerschen Drehimpulssatz. Damit folgt das resultierende Drehmoment M aus den Kreiselparametern Rotationsrate ω und Trägheitsmoment der Figurenachse I, verbunden mit der Kippwinkelgeschwindigkeit Ω.
{\displaystyle {\vec {\Omega }}={\frac {\mathrm {d} \varphi }{\mathrm {d} t}}\,{\vec {e}}_{\Omega }}
{\displaystyle {\vec {M}}={\frac {\mathrm {d} {\vec {L}}}{\mathrm {d} t}}={\frac {\mathrm {d} \varphi \,{\vec {e}}_{\Omega }\times {\vec {L}}}{\mathrm {d} t}}={\vec {\Omega }}\times {\vec {L}}}
{\displaystyle {\vec {M}}={\vec {\Omega }}\times {\vec {\omega }}\,I}

### Deviationsmoment
Das Deviationsmoment ist ein Maß für das Bestreben eines Kreisels, seine Rotationsachse zu verändern, wenn er nicht um eine seiner Hauptträgheitsachsen rotiert.

### Eulersche Kreiselgleichungen
Eine Verallgemeinerung der Kreiselbewegung ergibt sich aus dem Drehimpulssatz. Dabei folgt der Drehimpuls {\displaystyle {\vec {L}}} aus dem Produkt von Trägheitstensor {\displaystyle {\bar {I}}} und Drehgeschwindigkeit {\displaystyle {\vec {\omega }}} des Kreisels. Wie die Masse für die translatorische Bewegung angibt, wie „schwer“ ein Körper zu beschleunigen ist, so beschreibt der Trägheitstensor für die Drehbewegung, wie „schwer“ es ist, die Drehung eines Kreisels zu ändern. Im Trägheitstensor sind die Trägheitsmomente für Drehungen um die verschiedenen Drehachsen des Kreisels zusammengefasst.
Berechnet man die Änderung des Drehimpulses durch dessen Ableitung nach der Zeit, ergibt sich:
{\displaystyle {\vec {M}}={\dot {\vec {L}}}={\frac {d}{dt}}\left({\bar {I}}\cdot {\vec {\omega }}\right)={\vec {\omega }}\times \left({\bar {I}}\cdot {\vec {\omega }}\right)+{\bar {I}}{\dot {\vec {\omega }}}}
Das heißt, die Änderung des Drehimpulses {\textstyle {\dot {\vec {L}}}} setzt ein Drehmoment {\displaystyle {\vec {M}}} voraus. Sie ist abhängig von der Änderung der räumlichen Richtung des Drehimpulses (Term {\displaystyle {\vec {\omega }}\times \left({\bar {I}}\cdot {\vec {\omega }}\right)}) sowie von der Änderung der momentanen Winkelgeschwindigkeit {\textstyle {\dot {\vec {\omega }}}} (Term {\displaystyle {\bar {I}}{\dot {\vec {\omega }}}}).
Durch die Rotation in ein Bezugssystem, in dem der Trägheitstensor eine Diagonalmatrix bildet, können die einzelnen Komponenten der Vektoren in ein besonders einfaches System von Differentialgleichungen umformuliert werden. Sie sind nach ihrem Entdecker Leonhard Euler als die Eulerschen Kreiselgleichungen bekannt.

### Einteilung
Nach Eigenschaften:
- Bei einem symmetrischen Kreisel sind mindestens zwei Hauptträgheitsmomente gleich. Zu dieser Gruppe gehören die rotationssymmetrischen Spielzeugkreisel oder auch Quader mit zwei gleich langen Seiten. Eine seiner Hauptachsen fällt mit der Figurenachse zusammen. Senkrecht dazu, durch seinen Schwerpunkt, hat er unendlich viele gleiche äquatoriale Hauptachsen. Das Trägheitsellipsoid eines symmetrischen Kreisels ist immer rotationssymmetrisch.
- Beim abgeplatteten Kreisel oder oblaten Kreisel (z. B. Scheibe) hat die Figurenachse ein größeres Trägheitsmoment als die äquatorialen Achsen. (I1 = I2 < I3)
- Dagegen besitzt der verlängerte Kreisel oder prolate Kreisel (z. B. Stab) in Richtung der Figurenachse ein kleineres Trägheitsmoment als in den anderen Achsen. (I1 = I2 > I3)
- Bei einem sphärischen Kreisel sind alle drei Hauptträgheitsmomente gleich. Beispiele sind Würfel und Kugeln. Eine Kugel hat auch unendlich viele gleiche Hauptachsen. (I1 = I2 = I3)
- Bei drei verschiedenen Hauptträgheitsmomenten spricht man von einem asymmetrischen Kreisel.

Nach Aufhängung:

Tischkreisel ist ein schwerer Kreisel

- Ein Kreisel ist kräftefrei, wenn auf ihn keine äußeren Drehmomente wirken; das heißt, alle äußeren Kräfte außerhalb des Schwerpunkts müssen sich gegenseitig aufheben. Dazu muss der Auflagepunkt des Kreisels beispielsweise gerade unter dem Schwerpunkt des Kreisels liegen, als kardanische Aufhängung (Schwerpunkt im Mittelpunkt des Kardanrahmens), oder als Kleinscher Kreisel (Unterstützung unmittelbar im Schwerpunkt eines unten ausgehöhlten Kreiselkörpers). Die Bewegungsgleichungen für einen kräftefreien symmetrischen Kreisel sind leichter zu lösen als für einen schweren Kreisel. Seine Bewegung besteht im Allgemeinen aus der eigentlichen Drehung und einer Nutation. Bei der Nutation haben der Drehimpuls und die momentane Drehachse unterschiedliche Richtungen. Dazu kommt es, wenn das Trägheitsmoment richtungsabhängig ist (die Trägheitsmomente sind nicht alle gleich groß) und die Drehung nicht um die Achse eines Hauptträgheitsmomentes erfolgt. Ist der Kreisel nicht symmetrisch, kann es zu komplizierteren Bewegungen kommen.
- Das Gegenteil ist der schwere Kreisel: Steht ein Spielzeugkreisel beispielsweise schräg, versucht die Schwerkraft ihn umzukippen. Da das dadurch entstehende Drehmoment senkrecht zum Drehimpuls steht, ändert der Drehimpuls nur seine Richtung. Der Kreisel dreht sich um eine Achse, die durch seinen Auflagepunkt senkrecht nach oben geht. Diese Drehung heißt Präzession. Die Bewegungsgleichungen sind hier nur näherungsweise (insbesondere für schnelle Kreisel) lösbar.
- Ein gefesselter Kreisel ist in seinen Freiheitsgraden beschränkt und übt bei Drehungen Kreiselmomente auf seine Aufhängung aus.

## Beispiele für Spielzeugkreisel

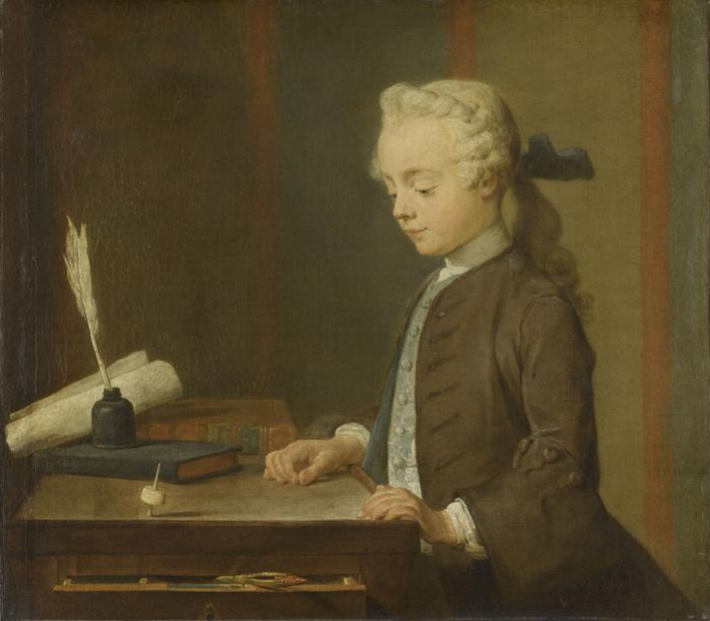
Knabe mit Kreisel, Ölgemälde von Jean Siméon Chardin, um 1735

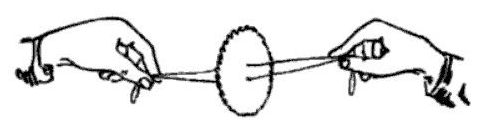
Ziehkreisel

Das Spielzeug gibt es in zahlreichen Bauformen und Varianten:
- Brummkreisel
- Eulersche Scheibe
- Wurfkreisel oder Preckel
- Ziehkreisel
- Peitschenkreisel
- Pfeifkreisel
- Duellkreisel
  - Beyblade
  - Beigoma
- Dreidel
- Nimmgib
- Sakai-Kreisel
- Stehaufkreisel (Umdrehkreisel), er stellt sich beim Drehen auf den Kopf. Er wurde am 7. Oktober 1891 von Helene Sperl als Patent angemeldet.
- der Gyrotwister
- Der keltische Wackelstein ist ein „Kreisel“ mit einer besonderen Form und Masseverteilung. Dies führt dazu, dass der ungefähr elliptische Körper sich in eine Richtung normal dreht, eine Drehung in die andere Richtung aber umkehrt.
- Fidget Spinner

## Technische Anwendungen
- Gyroskop (Messung der Achse) und Gyrometer (Messung der Drehgeschwindigkeit)
- Kreisel als Energiespeicher (siehe auch Drehmassenspeicher).
- Trägheitsräder zur Lagesteuerung von Flugkörpern
- Das Levitron ist ein kreiselnder Magnet, der über einem gegensinnig gepolten, ringförmigen Magnetfeld in der Luft schwebt. Seine Kreiselbewegung verhindert, dass er kippt und vom Magnetring angezogen wird. – Video (Ogg; 1,13 Mbps)
- Der Kreiselkompass richtet sich – durch die Drehung der Erde – in Richtung Nordpol aus.

Anfang des 20. Jahrhunderts wurden Kreisel – z. B. der Musilsche Farbkreisel – zur Untersuchung der menschlichen Farbwahrnehmung eingesetzt.

## Populärkultur
Im Film Inception aus dem Jahr 2010 benutzt der Protagonist Cobb einen Kreisel als „Totem“.